# Веніамін (Казанський)
Веніамі́н Каза́нський (в миру Василь Каза́нський, 17 квітня 1873 ,  Німенський церковний двір, Каргопольский повіт, Олонецька губернія - 13 серпня 1922, Петроград) — єпископ Відомства православного сповідання Російської імперії; митрополит Петроградський і Гдовський. Розстріляний за вироком Петроградського ревтрибунала 13 серпня 1922.
Інспектор Холмської духовної семінарії.

## Освіта
Народився в сім'ї священика Олонецької єпархії Павла Казанського (1840-1903).
Як кращий випускник Олонецької духовної семінарії, в 1893 році був посланий на казенний рахунок в Санкт-Петербурзьку духовну академію, яку закінчив зі ступенем кандидата богослов'я (за роботу «Преосвященний Аркадій, архієпископ Олонецький, як діяч проти розколу») в 1897 році.

## Чернецтво і викладацька діяльність
На 3-му курсі академії 14 жовтня 1895 пострижений в чернецтво і висвячений у сан ієродиякона, а в 1896 році - у сан ієромонаха.
З 1897 року - викладач Священного Писання в Ризькій духовній семінарії.
З 1898 року - інспектор Холмської духовної семінарії.
З 1899 року - інспектор Санкт-Петербурзької духовної семінарії.
З 1902 року - ректор Самарської духовної семінарії в сані архімандрита.
З 1905 року - ректор Санкт-Петербурзької духовної семінарії.

## Вікарний архієрей

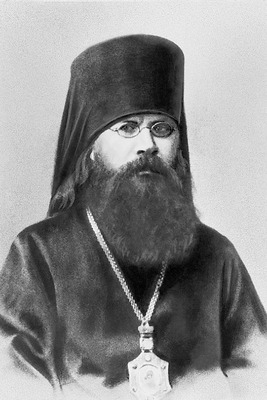
Веніямін Казанський, єп. Гдовський. Світлина. 10-ті рр. XX ст.

24 січня 1910 хіротонізований на єпископа Гдовського, вікарія Санкт-Петербурзької єпархії. Чин хіротонії очолив митрополит Санкт-Петербурзький і Ладозький Антоній Вадковський. До 22 листопада 1911 року він був 4-м вікарієм, до 30 травня 1913 року - 3-м, з 20 березня 1914 року - 1-м вікарієм Московської єпархії.
6 травня 1911 нагороджений орденом Св. Володимира III ступеня.
14 травня 1916 року, орден Св. Володимира II ступеня За відмінно-старанну службу і працю під час військових дій.
Ще студентом брав активну участь в діяльності «Товариства поширення релігійно-моральної освіти в дусі православної церкви», організовуючи бесіди серед робітників. Святительський сан сприйняв як обов'язок пастирського подвигу і апостольської проповіді.
Часто служив у храмах найвіддаленіших і бідних околиць столиці: за Невською і Нарвською заставами, на Охті. Був головою ради Єпархіального братства Пресвятої Богородиці; за цією посадою завідував усіма церковно-парафіяльними школами єпархії. Товариш голови всеросійського Олександро-Невського братства тверезості (обраний на першому засіданні Ради братства 15 грудня 1914).
Очолював щорічні багатотисячні ходи прихильників тверезості в Олександро-Невській лаврі, Троїцько-Сергієвій пустині, Колпіно. Започаткував служіня в петербурзьких храмах літургій для школярів у різних парафіях, сам причащав дітей, повчав. Був відомий як «невтомний єпископ».

## Петроградський владика
2 березня 1917 року управління столичної єпархією було покладено на нього, як першого вікарія єпархії, «тимчасово, аж до особливих розпоряджень». Офіційно затверджений тимчасово керуючим 6 березня, після звільнення на спокій Петроградського митрополита Питирима Окнова.
24 травня 1917 року вільним голосуванням кліру і мирян єпархії обраний на Петербурзьку кафедру (отримав 976 голосів виборців з 1 561), що стало одним з перших випадків демократичного обрання єпископа на церковну кафедру кліриками і мирянами в Росії; 25 травня (за старим стилем) того ж року визначенням Святійшого Синоду за № 3300 Веніаміна затверджено архієпископом Петроградським і Ладозьким.
З 17 червня (за старим стилем) 1917 року - архієпископ Петроградський і Гдовський (зміна титулу за визначенням Святійшого Синоду). 13 серпня 1917 возведений у сан митрополита.
24 січня 1918 Всеросійський помісний собор, беручи до уваги прохання петроградської делегації, що спеціально прибула напередодні і була уповноваженою зборами духовенства та представників парафій єпархії проінформувати вищу церковну владу про спроби захоплення Олександро-Невської лаври, видав постанову «про повернення Олександро-Невської лаври Петроградському митрополиту з присвоєнням йому звання її священноархимандрита» (до цього настоятелем Лаври був єпископ Прокопій Титов).

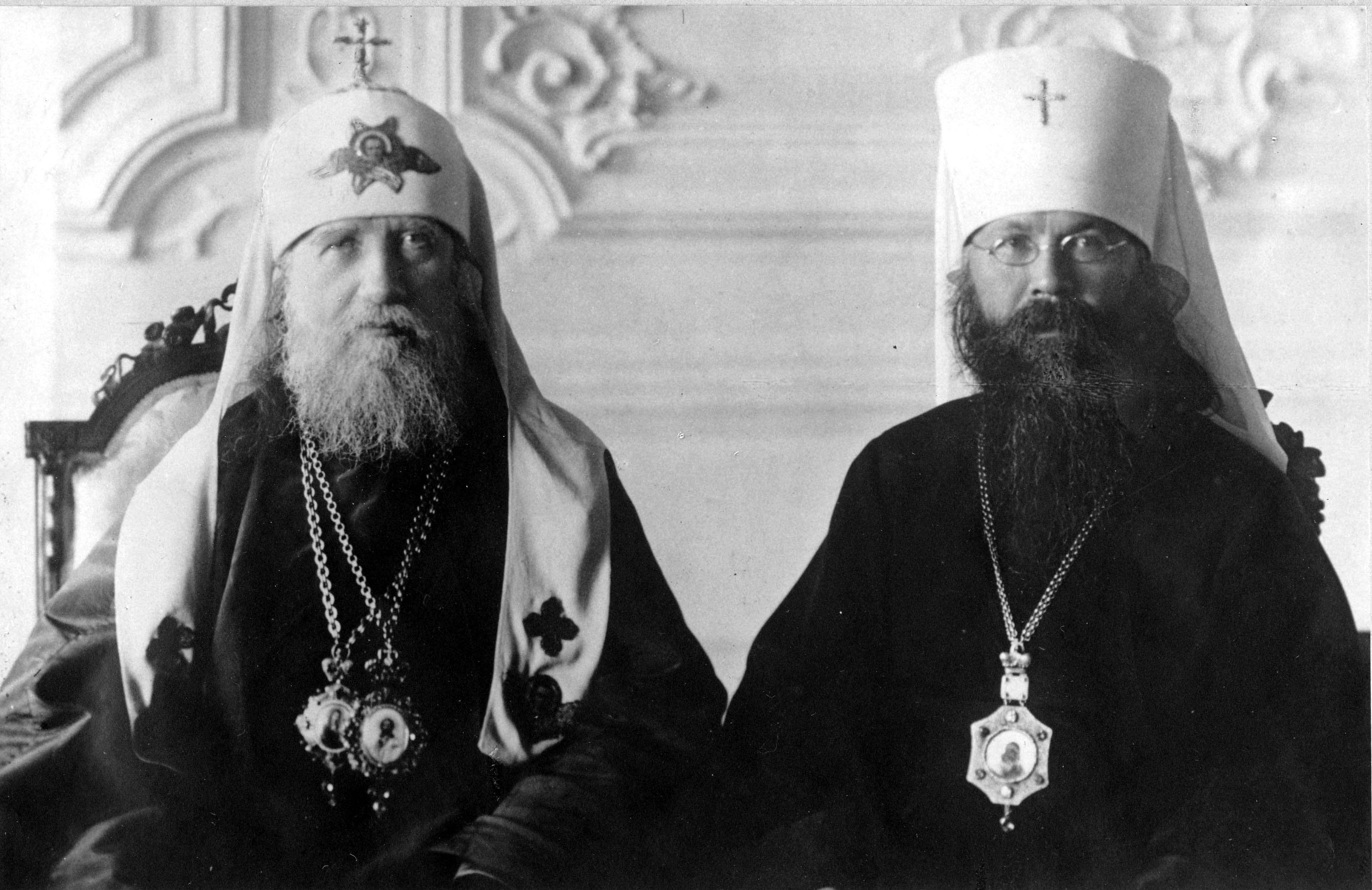
Патріарх Тихон і митрополит Веніямін

В 1919 році тимчасово керував Олонецькою єпархією, у зв'язку з тим, що місцевий єпископ, Іоанникій Дячков, самовільно покинув її. У жовтні 1919 року відвідав Петрозаводськ, провів нараду з місцевим духовенством, націлюючи його на активну пастирську роботу в умовах відділення Церкви від держави.
23 лютого 1922 року був виданий декрет ВЦВК про вилучення церковних цінностей для потреб голодуючих. Митрополит Веніамін з самого початку висловлював бажання досягти компромісу з владою з цього питання. Він зміг домовитися про те, що при вилученні цінностей повинні були бути присутніми представники духовенства, а предмети, що мають особливе значення для віруючих, могли замінюватися аналогічним металом за вагою. Однак влада свідомо використовувала питання про церковні цінності для того, щоб почати потужну антицерковну кампанію. Тому угода, досягнута митрополитом, не дотримувалася, і в ряді церков були спровоковані конфлікти віруючих з представниками влади.

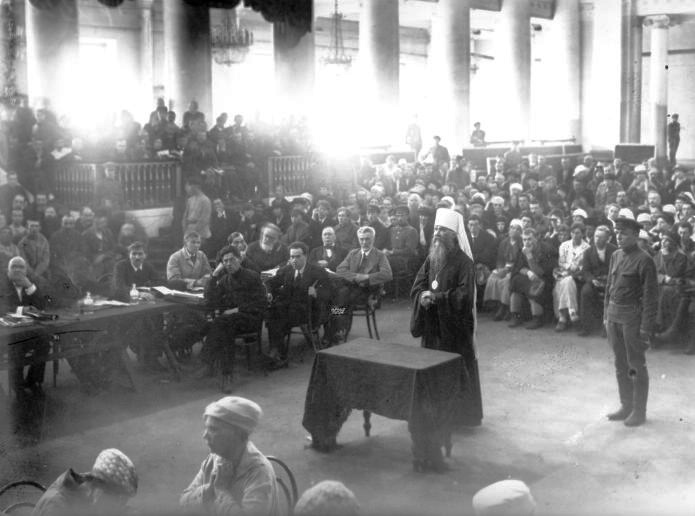
Процес над митрополитом Веніяміном

У цих умовах митрополит звернувся до кліру і пастви і дозволив «громадам і віруючим жертвувати на потреби голодуючих... навіть і ризи з святих ікон, але не торкаючись святинь храму, до числа яких відносяться святі престоли і те, що на них (священний посуд, хрести, дарохранильниці, Євангелія, вмістилища святих мощей і особливо шановані ікони)». Більш того, закликав віруючих навіть у разі вилучення святинь не допускати прояви «насильства в тій чи іншій формі». Заявив, що «ні в храмі, ні біля нього недоречні різкі вирази, роздратування, злісні вигуки проти окремих осіб або національностей». Виступив із закликом до пастирів і пастви до спокою: «Збережіть добрий християнський настрій в пережитому нами важкому випробуванні. Не давайте ніякого приводу до того, щоб крапля якась, чиєї б то не було, людської крові була пролита біля храму, де приноситься Безкровна Жертва. Перестаньте хвилюватися. Заспокойтеся. Віддайтеся Божій волі».
При утворенні в травні 1922 року, за відсторонення від управління церквою залученого до громадянського суду Патріарха Тихона, обновленського Вищого Церковного Управління (ВЦУ), підтриманого владою, відмовився визнати його законність. У посланні до пастви від 28 травня заявив, що ніякого повідомлення від Патріарха про його зречення та утворення ВЦУ не отримував, а тому у всіх храмах і раніше має підноситися ім'я Патріарха.

## Арешт, суд, розстріл

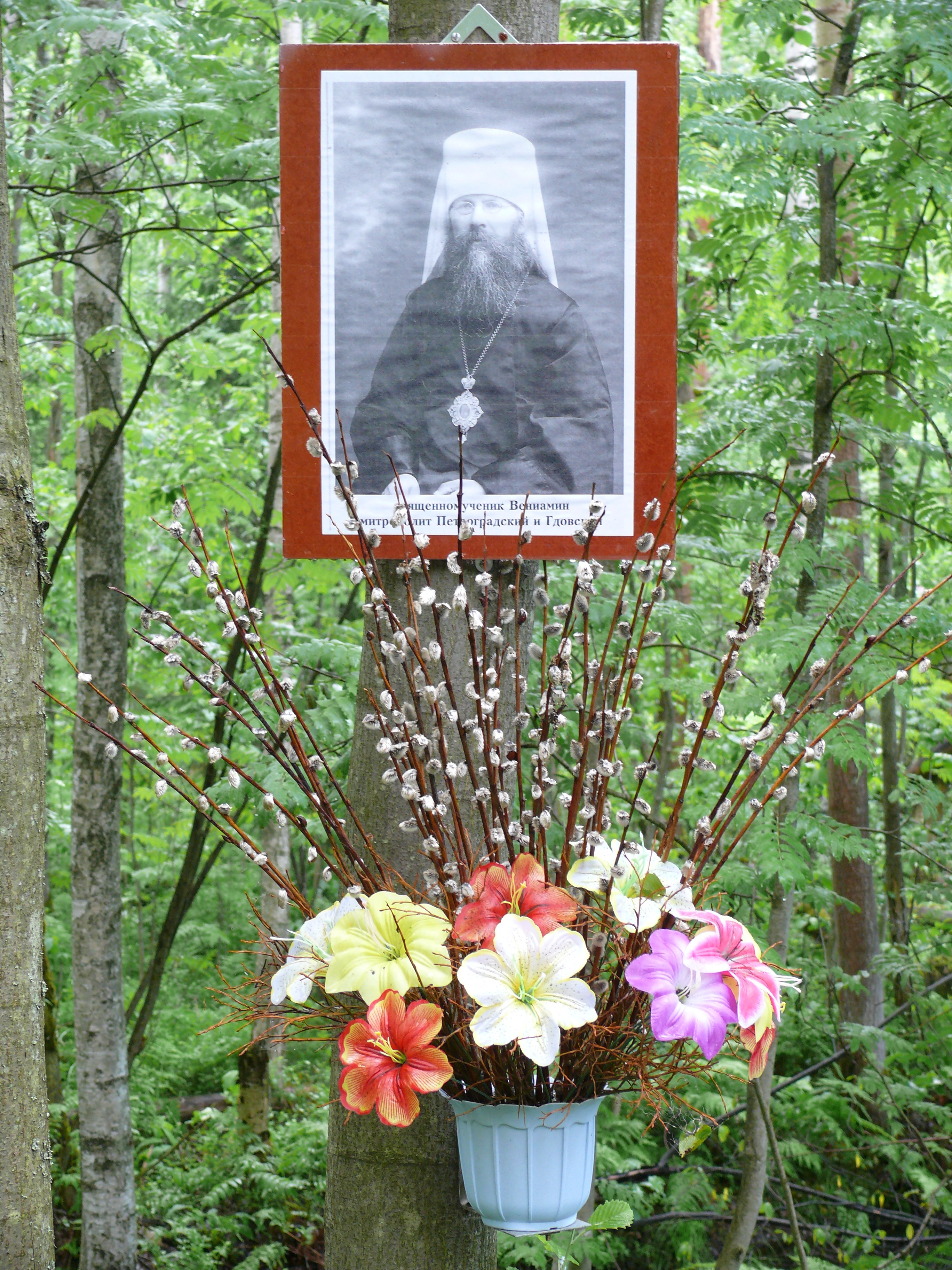
Поминальний портрет Веніаміна Казанського на дорозі до місця масових страт на «артилерійському полігоні на Іриновській залізниці»

1 червня 1922 року був заарештований за звинуваченням у перешкоджанні вилученню церковних цінностей і поміщений в Будинок попереднього ув'язнення. Насправді, безпосередньою причиною арешту стала принципова позиція, зайнята митрополитом щодо «обновленців».
Крім нього, до справи були залучені ще 86 осіб. Судовий процес проходив з 10 червня до 5 липня 1922 року в колишній будівлі Дворянського зібрання. На процесі тримався мужньо, обвинування не визнав, а останнє слово переважно присвятив доказам невинності інших підсудних. До доказів захисту, що саме дії митрополита запобігли кровопролиттю, судді не прислухалися.
Петроградський революційний трибунал засудив до розстрілу десятьох підсудних (в тому числі і митрополита), шістьом з яких смертна кара була замінена позбавленням волі. Веніамін був розстріляний разом з архімандритом Сергієм Шеїним, адвокатом Іваном Ковшаровим і професором Юрієм Новицьким. Точне місце страти невідоме. За однією з версій, це сталося на станції Порохове по Іріновській залізниці, причому перед стратою всі були поголені й одягнені в лахміття, щоб не можна було дізнатися духовних осіб. Однак секретар Петербурзької комісії з канонізації Лідія Соколова в 2013 році написала, що «ми не знаємо не тільки дати розстрілу митрополита Веніаміна, а й місця його страти».